# Yamê
Cet article possède des paronymes, voir Yame (paronymie).
Emmanuel Sow, connu sous son nom de scène Yamê, né le 19 avril 1993 à Cergy-Pontoise (Val-d'Oise), est un chanteur et rappeur franco-camerounais.

## Biographie

### Enfance et éducation
Yamê (qui signifie « le verbe » dans la langue parlée par le peuple mbo) est le fils d’une mère informaticienne chez Microsoft et d'un père musicien, célèbre au Cameroun sous le nom de M'Backé Ngoup'Emanty. Il grandit à Cergy-Pontoise, dans le Val-d'Oise. À cinq ans, il fait une chute dans un escalier au cours de laquelle il se casse deux dents de lait, celles-ci ne repousseront pas. Peu après, la famille déménage à Douala (Cameroun). Il y apprend des rudiments de piano. Après le décès brutal de sa mère, Yamê revient précipitamment en France avec son père et sa sœur, et emménage à Paris. Il suit des études techniques jusqu'à obtenir un baccalauréat en système électronique, puis des études supérieures : licence d'histoire, master dans la recherche d’information et les data.

### Carrière
Après avoir appris le piano en autodidacte, influencé par les pratiques de son père musicien, Yamê participe à de nombreuses jam sessions parisiennes. Il publie ses premières chansons, piano et voix, sur TikTok, en particulier une reprise de « La bohème » de Charles Aznavour et « Feeling Good » de Nina Simone, et commence à gagner en popularité.
En 2021, il publie un premier EP très fortement teinté de rap, Agent 237. Le nombre dans le titre est un clin d’œil à l’indicatif téléphonique du Cameroun, mais surtout à l'espionnage : « Ça fait référence à ce que plein de jeunes comme moi vivent : on est comme des agents secrets avec une double identité entre la France et l’Afrique. On a l’impression d’avoir une 'légende' comme les espions ! »
En 2023, il publie un EP de neuf chansons, Elowi, qui signifie « ce qui n'est pas visible » en langue mbo, parlée au Cameroun. Il sort le 1er Juin 2023 une version alternative du single « Bécane », sur la chaîne de COLORS. Cette version est classée dans le top 200 des ventes en France cinq mois plus tard. L'album sort le 13 octobre 2023 et entre dans le top 200 dès le lendemain.
Yamê bénéficie de l'attention du célèbre producteur américain Timbaland, qui partage sur son compte Instagram une vidéo du freestyle "Pourquoi ils guettent ?" en y ajoutant sa touche personnelle. Il fait la première partie de Stromae, seul au piano-voix et est en résidence lors des Transmusicales de Rennes en 2023.
Il prévoit la publication de son premier album intitulé ÉBĒM en juin 2025, contenant des morceaux « qui parlent de [lui] sans trop en parler ».

## Discographie

### Singles
- 2020 : Mouf
- 2021 : Gimme a ride
- 2021 : Carré d'as
- 2021 : B.4.6
- 2021 : BB Démarre
- 2022 : Kodjo
- 2023 : Call of Valhalla
- 2023 : Bécane Diamant
- 2025 : Shoot

### Apparition
- 2024 : Blick Bassy - Mbenda (sur l'album Mádibá Ni Mbondi)
- 2024 : Gazo - Pure codei (sur l'album Apocalypse)
- 2025 : Caballero & JeanJass - Panorama (sur l'album High & Fines Herbes : Saison 5)
- 2025 : Lamomali (sur l'album Totem)

## Distinctions
- 2024 : Victoires de la Musique : lauréat dans la catégorie « Révélation masculine de l'année »[17]
- 2025 : Grand Prix du Jury aux Music Move Europe Awards[18]